# Zeurrora indica
Zeurrora indica is een vlinder uit de familie van de Houtboorders (Cossidae). De wetenschappelijke naam van de soort werd voor het eerst gepubliceerd in 1854 door Herrich-Schäffer.
De soort komt voor in Zuid- en Zuidoost-Azië waaronder Noord-India, Bangladesh, China (Yunnan, Hainan), Taiwan, Maleisië, Indonesië (Java) en Nieuw-Guinea.